# Falanthos
Falanthos  este un oraș în Grecia în prefectura Arcadia.